# Matrice (tipografia)
In una getteria la matrice è un blocchetto di rame che, unito alla forma, funge da stampo per la realizzazione dei caratteri mobili, mediante colatura della lega tipografica.

## La preparazione del metallo
Per realizzare una matrice si prepara con una lima un parallelepipedo di rame di dimensioni proporzionate alla dimensione del carattere mobile da realizzare e successivamente si sottopone il metallo a ricottura.

## La battitura
Con una mazza si batte a freddo un punzone in acciaio sulla matrice in rame. Il punzone, più duro, lascia nel rame un incavo di determinata profondità, che riproduce il segno in rilievo inciso sul punzone.
La battitura incrudisce il rame, rendendo la matrice più resistente e stabile nel tempo quando sottoposta ai cicli di lavorazione, ma lo deforma leggermente rendendo irregolare la superficie superiore della matrice.

## La giustificatura
Si dice "giustificatura" della matrice l'operazione con cui il blocco di rame è rifinito mediante una lima e una squadra per recuperare la forma di parallelepipedo perfetto.

## La rifinitura
Bisogna comunque svolgere una verifica della lettera impressa: se la profondità è eccessiva la matrice deve essere ulteriormente limata, se è insufficiente o se il fondo della concavità è obliquo rispetto alla faccia superiore della matrice, questa deve essere buttata.
Infine si realizzano tre tacche, una sulla faccia col segno e due su quella opposta.

## L'utilizzo
La matrice così finita è pronta per essere fissata, mediante le tre tacche, alla forma, per realizzare i caratteri corrispondenti al punzone tutti identici l'uno all'altro e nel numero necessario alla stampa dei libri.